# 鈴木恭一
鈴木 恭一（すずき きょういち、1898年（明治31年）12月29日 - 1987年（昭和62年）7月29日）は、大正末から昭和期の逓信官僚、政治家、俳人。参議院議員（2期）。俳号は鈴木杏一（きょういち）。

## 経歴
神奈川県出身。鈴木彦八の二男として生まれる。京華中学校（現京華中学高等学校）、第一高等学校を経て、1924年（大正13年）11月、高等試験行政科試験に合格した。1925年（大正14年）3月、東京帝国大学法学部政治学科を卒業。
同年4月、逓信省に入省し通信局書記に任官。以後、郵務局勤務、通信事務官・伏見郵便局長、大逓局経理課長、大臣官房保健課勤務、逓信省事務官などを歴任し、1935年（昭和10年）7月から1936年（昭和11年）8月まで米国に出張した。帰国して逓信書記官・電務局無線課長に就任。以後、経理局主計課長、秘書課長、仙台逓信局長、東京地方逓信局長を歴任した。
1942年（昭和17年）8月、陸軍司政長官に発令され第25軍司令部付となる。同年9月、マライ軍政監部通信総局長に就任し、同電政局長を経て、1944年（昭和19年）7月に帰国し通信院業務局長に就任。その後、運輸通信省企画局長、逓信院総務局長を経て、1946年（昭和21年）7月、逓信次官に就任。1949年（昭和24年）6月、電気通信省の設置に伴い同事務次官となり、1950年（昭和25年）3月に退官した。
1950年6月の第2回参議院議員通常選挙に全国区から自由党公認で出馬して初当選（補欠、任期3年）。1953年（昭和28年）3月に参議院議員を辞職し、同年4月の第26回衆議院議員総選挙に神奈川県第2区から自由党公認で出馬したが落選し、1955年（昭和30年）2月の第27回総選挙でも落選した。1959年（昭和34年）6月の第5回通常選挙に全国区から自由民主党公認で出馬して再選され、参議院議員に通算2期在任した。この間、参議院電気通信委員長、同逓信委員長などを務めた。
その他、通信文化振興会理事長、日本無線通信協会会長、逓信協会会長、日本船舶通信会社社長、深夜放送社長などを務めた。
また、富安風生、高浜虚子に師事した俳人としても知られた。1981年（昭和56年）若葉賞受賞。
1969年（昭和44年）春の叙勲で勲二等旭日重光章受章。
1987年（昭和62年）7月29日死去、88歳。死没日をもって従四位から正四位に叙される。

## 著書
- 『西片町：句集』いんぱるす、1968年。
- 『後の月：句集』いんぱるす、1979年。
- 鈴木冨貴編『柿若葉：句集』いんぱるす、1990年。